# Lavans-lès-Saint-Claude
Lavans-lès-Saint-Claude és un municipi francès situat al departament del Jura i a la regió de Borgonya - Franc Comtat. L'any 2007 tenia 1.876 habitants.

## Demografia

### Població
El 2007 la població de fet de Lavans-lès-Saint-Claude era de 1.876 persones. Hi havia 764 famílies de les quals 188 eren unipersonals (76 homes vivint sols i 112 dones vivint soles), 256 parelles sense fills, 252 parelles amb fills i 68 famílies monoparentals amb fills.
La població ha evolucionat segons el següent gràfic:
Habitants censats

### Habitatges
El 2007 hi havia 855 habitatges, 770 eren l'habitatge principal de la família, 19 eren segones residències i 66 estaven desocupats. 521 eren cases i 330 eren apartaments. Dels 770 habitatges principals, 484 estaven ocupats pels seus propietaris, 262 estaven llogats i ocupats pels llogaters i 24 estaven cedits a títol gratuït; 10 tenien una cambra, 63 en tenien dues, 129 en tenien tres, 243 en tenien quatre i 324 en tenien cinc o més. 595 habitatges disposaven pel capbaix d'una plaça de pàrquing. A 344 habitatges hi havia un automòbil i a 367 n'hi havia dos o més.

### Piràmide de població
La piràmide de població per edats i sexe el 2009 era:
| Homes | Edats   | Dones |
| ----- | ------- | ----- |
| 0     | 95 o +  | 0     |
| 0     | 90 a 94 | 8     |
| 8     | 85 a 89 | 12    |
| 16    | 80 a 84 | 16    |
| 36    | 75 a 79 | 20    |
| 40    | 70 a 74 | 36    |
| 56    | 65 a 69 | 44    |
| 40    | 60 a 64 | 28    |
| 52    | 55 a 59 | 44    |
| 76    | 50 a 54 | 52    |
| 56    | 45 a 49 | 72    |
| 68    | 40 a 44 | 64    |
| 68    | 35 a 39 | 72    |
| 56    | 30 a 34 | 76    |
| 68    | 25 a 29 | 84    |
| 56    | 20 a 24 | 56    |
| 108   | 15 a 19 | 56    |
| 88    | 10 a 14 | 96    |
| 44    | 5 a 9   | 44    |
| 68    | 0 a 4   | 48    |

## Economia
El 2007 la població en edat de treballar era de 1.208 persones, 901 eren actives i 307 eren inactives. De les 901 persones actives 823 estaven ocupades (430 homes i 393 dones) i 78 estaven aturades (34 homes i 44 dones). De les 307 persones inactives 116 estaven jubilades, 98 estaven estudiant i 93 estaven classificades com a «altres inactius».

### Ingressos
El 2009 a Lavans-lès-Saint-Claude hi havia 771 unitats fiscals que integraven 1.993,5 persones, la mediana anual d'ingressos fiscals per persona era de 17.683 €.

### Activitats econòmiques
Dels 67 establiments que hi havia el 2007, 1 era d'una empresa alimentària, 15 d'empreses de fabricació d'altres productes industrials, 7 d'empreses de construcció, 16 d'empreses de comerç i reparació d'automòbils, 4 d'empreses de transport, 3 d'empreses d'hostatgeria i restauració, 2 d'empreses financeres, 1 d'una empresa immobiliària, 11 d'empreses de serveis, 4 d'entitats de l'administració pública i 3 d'empreses classificades com a «altres activitats de serveis».
Dels 18 establiments de servei als particulars que hi havia el 2009, 1 era una oficina de correu, 4 tallers de reparació d'automòbils i de material agrícola, 1 autoescola, 2 paletes, 2 guixaires pintors, 3 lampisteries, 1 empresa de construcció, 1 perruqueria, 1 veterinari i 2 restaurants.
Dels 4 establiments comercials que hi havia el 2009, 1 era un hipermercat, 1 una botiga de menys de 120 m², 1 una fleca i 1 una peixateria.
L'any 2000 a Lavans-lès-Saint-Claude hi havia 3 explotacions agrícoles.

## Equipaments sanitaris i escolars
El 2009 hi havia 1 farmàcia i 1 ambulància.
El 2009 hi havia 1 escola maternal i 1 escola elemental. Lavans-lès-Saint-Claude disposava d'un col·legi d'educació secundària amb 271 alumnes.

## Poblacions més properes
El següent diagrama mostra les poblacions més properes.